# Франкофонте
Франкофо̀нте (на италиански: Francofonte, на сицилиански Francufonti, Франкуфонти) е град и община в южна Италия, провинция Сиракуза, автономен регион Сицилия. Разположен е на 281 m надморска височина. Населението на града е 12 494 души (към 2006 г.).